# Championnats du monde de ski nordique 1938
Championnats du monde de ski nordique. L'édition 1938 s'est déroulée à Lahti (Finlande) du 24 février au 28 février.

## Palmarès

### Ski de fond

#### Hommes
| Épreuve                                     | Or                                                                      | Argent                                                         | Bronze                                                           |
| 25 février : Ski de fond 18 km H            | Pauli Pitkänen                                                          | Alfred Dahlqvist                                               | Kalle Jalkanen                                                   |
| 27 février : Ski de fond 50 km H            | Kalle Jalkanen                                                          | Alvar Rantalahti                                               | Lars Bergendahl                                                  |
| 18 février : Ski de fond Relais 4 × 10 km H | Finlande Jussi Kurikkala Martti Lauronen Pauli Pitkänen Klaes Karppinen | Norvège Ragnar Ringstad Olav Økern Arne Larsen Lars Bergendahl | Suède Sven Hansson Donald Johansson Sigurd Nilsson Martin Matsbo |

### Combiné nordique
| Épreuve                                   | Or               | Argent         | Bronze           |
| 24 février : Combiné nordique K90 / 15 km | Olaf Hoffsbakken | John Westbergh | Hans Vinjarengen |

### Saut à ski
| Épreuve                     | Or           | Argent             | Bronze       |
| 27 février : Saut à ski K70 | Asbjørn Ruud | Stanisław Marusarz | Hilmar Myhra |

### Tableau des médailles
| Place | Nation   | Médaille d'or | Médaille d'argent | Médaille de bronze | Total |
| ----- | -------- | ------------- | ----------------- | ------------------ | ----- |
| 1     | Finlande | 3             | 1                 | 1                  | 5     |
| 2     | Norvège  | 2             | 1                 | 3                  | 6     |
| 3     | Suède    | 0             | 2                 | 1                  | 3     |
| 4     | Pologne  | 0             | 1                 | 0                  | 1     |